# 安东·什佳斯特尼
安东·什佳斯特尼（1959年8月5日—），斯洛伐克男子冰球运动员。他曾代表捷克斯洛伐克国家队参加1980年冬季奥林匹克运动会冰球比赛，获得第五名。

## 家庭
哥哥马里安·什佳斯特尼、彼得·什佳斯特尼。